# 陈洁 (1963年)
陈洁（1963年—），汉族，上海人，中共党员，副教授。现任上海立信会计金融学院副院长。
1985年加入中国共产党。1987年上海师范大学英美语言文学专业研究生毕业后到上海对外贸易学院外语系任教。2001年3月至2002年5月期间挂职上海市教委副秘书长。2008年9月，担任上海对外经贸大学党委副书记、副校长。2021年3月，转任上海立信会计金融学院副院长。